# Reduta Briconet
Reduta Briconet (malt. Ridott ta' Briconet, ang. Briconet Redoubt), znana też jako Reduta Marsaskala (malt. Ridott ta' Marsaskala, ang. Marsaskala Redoubt) lub Vendôme Entrenchment (malt. It-Trunċiera ta' Vandomu), jest to reduta w Marsaskala na Malcie.
Została zbudowana w roku 1715 przez Zakon Maltański jako jedna z serii fortyfikacji nadbrzeżnych dokoła Wysp Maltańskich. W reducie znajdował się do niedawna posterunek policji.

## Historia
Reduta Briconet została zbudowana w roku 1715 jako część pierwszej serii budowy nabrzeżnych baterii i redut na Malcie. Tworzyła ona część linii obronnej zatoki Marsaskala (Marsaskala Bay), która zawierała też olbrzymią wieżę i baterię św. Tomasza oraz, teraz zburzoną, Wieżę Zonqor.

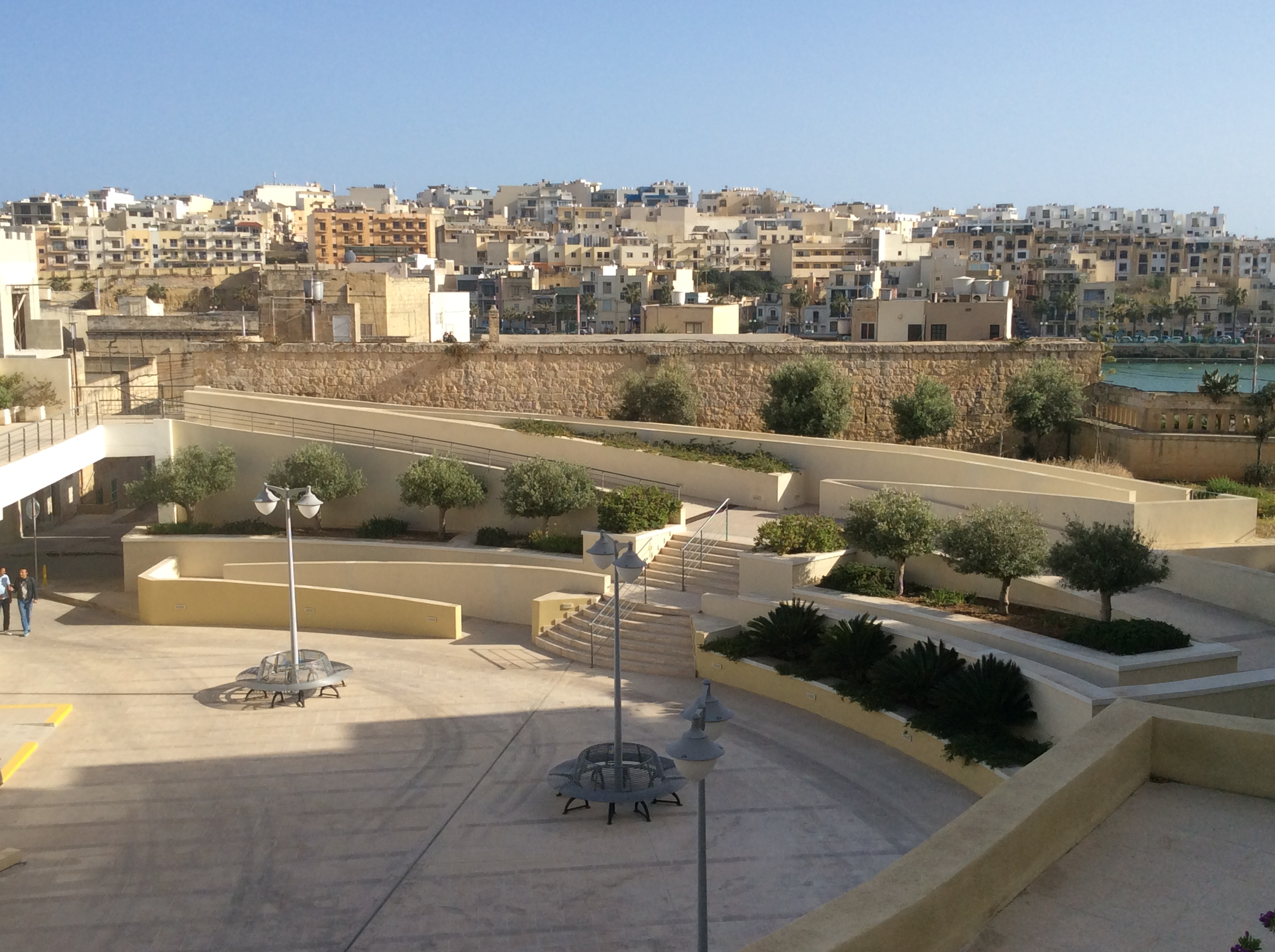
Reduta widziana od tyłu

Struktura Reduty Briconet jest typowa dla większości innych redut nadbrzeżnych zbudowanych na Malcie. Składa się z pięciokątnej platformy z krótkimi flankami oraz prostokątnego blokhauzu uszczelniającego gardziel. Odmiennie, niż w innych redutach, gardziel i flanki mają wysokie ściany z otworami strzelniczymi. Zostały one zbudowane, aby ochraniać redutę przed atakami od strony lądowej, gdyż leży ona u dołu wznoszącego się lądu.
Budowa reduty kosztowała 768 scudi. Kwotę tę zapłacił Rycerz Zakonu Giovanni Battista Briconet, i dla uhonorowania go reduta została nazwana jego imieniem. Reduta została obsadzona ochotnikami z Żejtun, i była uzbrojona w dwa działa.

## Współcześnie

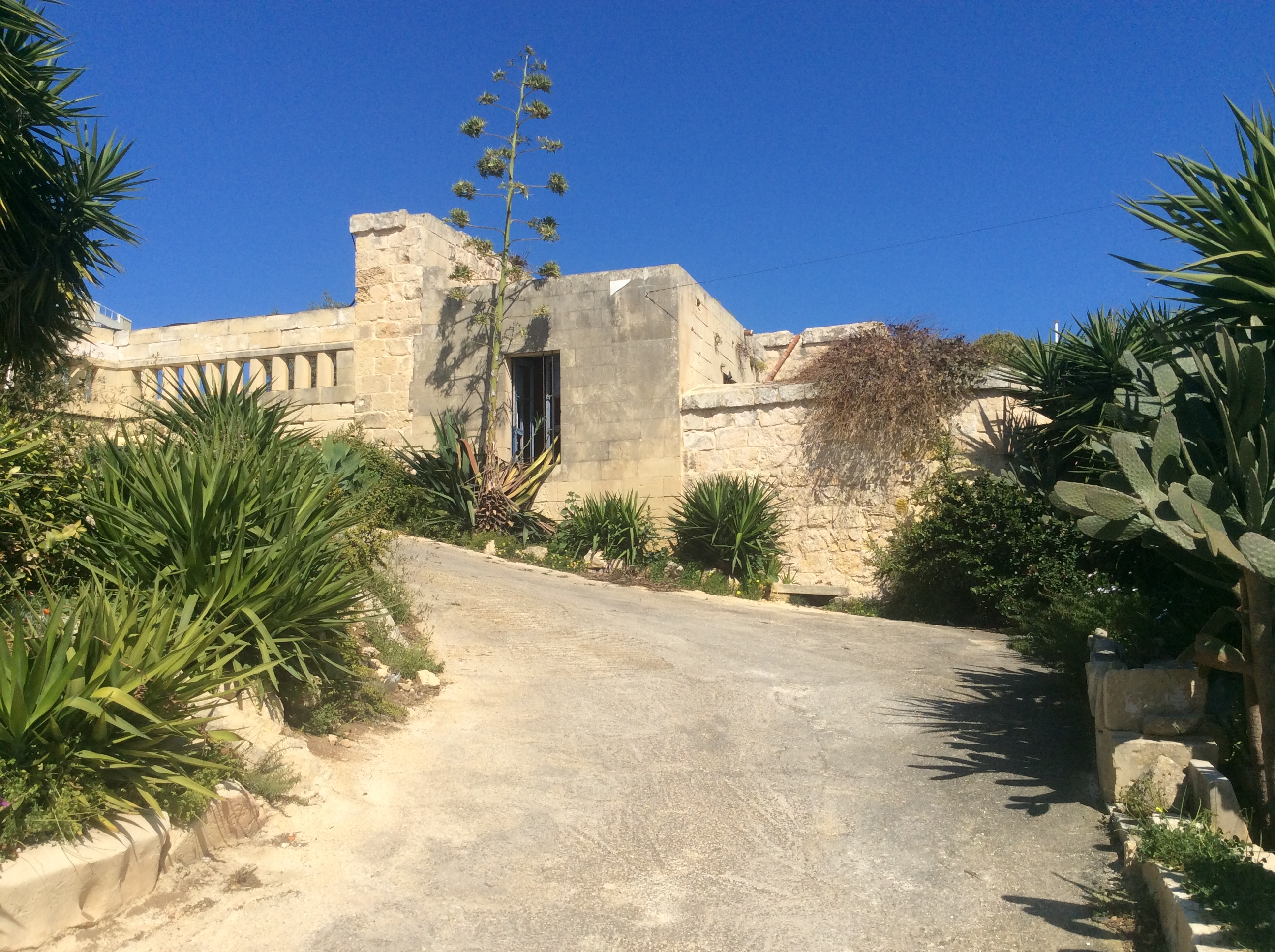
Reduta z widocznym współczesnym budynkiem

Dziś reduta jest w dobrym stanie, jest jedną z najlepiej zachowanych budowli tego typu na Malcie. Wykonanych zostało kilka współczesnych modyfikacji, jak np. wybicie niedużego wejścia w jednej ze ścian czołowych, aby umożliwić dojście od strony współczesnej drogi. Reduta jest otoczona przez współczesne budynki, jednym z nich jest kościół parafialny w Marsaskala, który kompletnie odciął redutę od morza.
Do wczesnych lat bieżącego wieku reduta była wykorzystywana jako posterunek policji w Marsaskala. Dziś reduta jest zabytkiem narodowym klasy 1 i znajduje się na liście National Inventory of the Cultural Property of the Maltese Islands.